# Ana Karina Áñez
Ana Karina Áñez Delgado (Barquisimeto, 4 gennaio 1985) è una modella venezuelana, eletta Miss Venezuela il 16 ottobre 2003 in rappresentanza dello stato di Lara.
Dopo aver vinto il titolo, ha rappresentato il Venezuela a Miss Universo 2004, dove però non si ha ottenuto piazzamenti, ponendo termine ad una serie di rappresentanti del Venezuela che arrivavano sino alle semifinali durata venti anni.